# Наклон почвы
Накло́н по́чвы (также угол уклона местности) имеет большое значение при сельскохозяйственной, а также промышленно-технической эксплуатации территории.

## Водные характеристики
При положении, близком к горизонтальному, почва всегда богата мелкими частицами, которые не удаляются из неё потоками воды; количество их может ещё увеличиваться наносом с соседних высот, почему горизонтальные почвы обыкновенно располагают более глубоким пахотным слоем. Обработка таких почв возможна в различных направлениях и требует меньшей затраты силы; атмосферные осадки впитываются такой почвой легко, и она скорее может страдать от избытка влаги, чем от её недостатка.
Почва, имеющая покатое положение, теряет питательные вещества в результате сноса мелких частиц органического и минерального происхождения водой в результате гравитации последней и стекания её в низины. Она чаще страдает от засухи, так как вода, прежде чем проникнуть в почву, стекает с её поверхности (эрозия). Затруднения, встречаемые при обработке такой почвы, незначительны в случае малого угла наклона (например, до 10°) к горизонту; они возрастают с увеличением этого угла, и при величине в 30° обработка её плугом и бороной делается невозможной без создания специальных механических средств задержки — как, например, террасное земледелие (рисовые чеки) в странах Юго-Восточной Азии.
При наклоне в 10–30°, чтобы предупредить возможный размыв, почва должна быть обращена под луг, т. е. задернована. При увеличении наклона местности до 40—50° почва начинает терять даже песчаные частицы, увлекаемые вниз собственной их тяжестью, а потому пригодна только для разведения леса; но и в этих случаях устройство террас, уменьшающих покатость отдельных горных площадок, позволяет пользоваться ею для разведения плодовых деревьев и в особенности винограда (например, виноградники на берегу Рейна). Ещё большую покатость представляют собой голые скалы, и только в ущельях их могут укореняться отдельные кустарники.

## Тепловые характеристики
Особенно ярко выступает влияние покатости в зависимости от стороны света, к которой она обращена, так как этим обуславливается различие в количествах света, теплоты и влаги, получаемых почвой и развивающейся на ней растительностью. Конечно, это влияние будет тем сильнее, чем выше возвышенность, образующая скаты, и чем обширнее площадь наклона. Первые лучи восходящего солнца падают на покатость, обращённую к востоку; нагревание и освещение её достигает максимума около полудня; сильнее её нагревается юго-восточная покатость и наиболее сильно южная, которая освещается целый день; нагревание слабеет на покатости, обращённой к юго-западу и в особенности к западу. На северо-западной и северной покатостях почва пользуется мало греющими, скользящими по ним вечерними лучами. Примером тому является Северо-русская низменность. Влияние ветра, обдувающего открытые ему покатости, весьма различно. Говоря вообще, у нас[где?] северные, северо-восточные и восточные склоны доступны холодным и сухим, юго-восточные и южные — тёплым и сухим, юго-западные и западные тёплым и влажным, а северо-западные холодным и влажным ветрам; западные и северо-западные, кроме того, и наиболее сильным ветрам. Резюмируя сказанное, мы видим, что у нас[где?] почвы со склоном на север будут холодны и сыры; на них более короткий период времени, благоприятный для развития растений; весна открывается позднее, зима продолжительнее. Противоположность им составляют южные покатости, которые сухи и теплы. Лучи солнца падают здесь перпендикулярно, сильнее нагревают почву, а потому растения, требующие много теплоты и света для своего развития, находят на них подходящее место. Ещё теплее склоны на юг, лежащие в котловинах — там можно выращивать растения, требующие по своей природе более тёплого климата. Несмотря на массу света и теплоты, этот склон, вместе с юго-восточной покатостью, имеет свои неудобства, состоящие в том, что весной быстро оттаивающая почва при ночных морозах снова замерзает. Так как это повторяется несколько раз и почва каждый раз то сжимается, то раздаётся, то из неё легко выдавливаются обнажённые от земляной покрышки и частью перерванные вследствие этого корни молодых растений. Вред усиливается ещё тем, что молодые растения, уже прихваченные утренним морозом, подвергаются затем непосредственно сильному нагреву солнечных лучей и поэтому погибают. На восточном же склоне, где нагревание лишь постепенно усиливается, вред от этих внутридневных колебаний значительно меньше. Наиболее выгодны в сельскохозяйственном отношении западные склоны холмов и возвышенностей. Они мало подвержены засухе и более обильны влагой, хотя, как следствие, на них выше вероятность ливневых гроз и града.